# Teucholabis diana
Teucholabis diana är en tvåvingeart som beskrevs av Alexander 1944. Teucholabis diana ingår i släktet Teucholabis och familjen småharkrankar.
Artens utbredningsområde är Ecuador. Inga underarter finns listade i Catalogue of Life.